# Klimatop

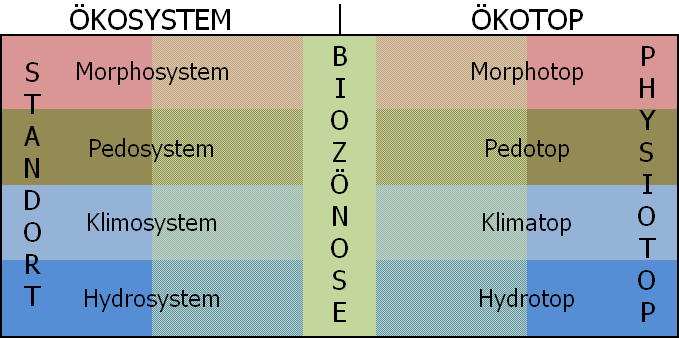
Die Stellung des Klimatops / Klimosystems innerhalb des Ökotops / Ökosystems.

Der Klimatop (gr. klima „Neigung, Witterung“ und τόπος tópos „Ort“) bezeichnet in der Landschaftsökologie eine Fläche (einen Ausschnitt der Erdoberfläche) mit einheitlichen geländeklimatischen Eigenschaften, als Bestandteil eines Geotops (nach der früher üblichen russischen Nomenklatur: einer Geozönose) bzw. Ökotops. Obwohl der Begriff auf lokalklimatische Einheiten beliebigen Charakters und beliebiger Lage angewendet werden kann, ist der Begriff insbesondere in der Stadtklima-Forschung und Planung üblich, wo er die Basis für die Erstellung sogenannter regionaler Klimafunktionskarten und für die Modellierung der Luftqualität bildet.
Der Begriff wird in englischsprachigen Publikationen, als climatope, verwendet, wobei diese Verwendung vom deutschen Begriff abgeleitet ist. Andere Ausdrücke für dasselbe sind zum Beispiel local climate zone oder atmospheric response unit. Die Größe von Klimatopen liegt üblicherweise im Quadratkilometer-Bereich. Für noch kleinere, mikroklimatisch definierte Räume (zum Beispiel das Innenklima eines Wäldchens) ist der Begriff nicht üblich.

## Faktoren
Bei der Abgrenzung von Klimatopen spielt das regionale Klima (Makro- und weiträumigeres Mesoklima) keine Rolle, weil dieses innerhalb der relativ kleinen hier betrachteten Räume immer als einheitlich vorausgesetzt werden kann. Für die Definition eines konkreten Klimatops ist aber selbstverständlich das regionale Klima als übergeordneter Faktor sehr wichtig, zum Beispiel die Lage in einer ariden oder humiden Klimazone. Prägende Faktoren für Klimatope innerhalb dieser einheitlichen Räume sind zum einen Exposition und Geländegestalt (Relief), die sich zum Beispiel auf die Wind-Verhältnisse und den Luftaustausch auswirken oder beschattend wirken können, zum anderen die lokale Vegetation, vor allem in ihrer Auswirkung auf die Verdunstung (Transpiration) von Wasser, wodurch Luftfeuchte und lokale Temperatur beeinflusst werden. Da beide Faktoren, vor allem in urbanen Räumen, vor allem über die Landnutzung geprägt werden, werden als Klimatope in der Regel vor allem Bereiche mit einheitlicher Landnutzung zusammengefasst.

## Definition von Klimatopen
Klimatope können individuell definiert und abgegrenzt werden. Für Planung und Anwendung ist es aber üblich, hier Typen mit standardisierter Definition zu verwenden. Es sind verschiedene Listen von Klimatopen in Verwendung, weit verbreitet ist insbesondere die VDI-Richtlinie 3787 und davon abgeleitete, etwas vereinfachte Listen
- Freiland-Klimatop: windoffen, ungestörter, stark ausgeprägter Tagesgang von Temperatur und Feuchte, starke Frisch-/Kaltluftproduktion.
- Gewässer-Klimatop: windoffen, wirkt ausgleichend auf Temperatur-Extreme, hohe Feuchte.
- Wald-Klimatop: niedrige Windgeschwindigkeit, geringer Tagesgang für Temperatur und Feuchte. Entstehungsgebiet für Kaltluft, die bei geeigneter Topographie ausgleichend auf das Klima dicht bebauter Areale wirken kann. Filterfunktion für Luftschadstoffe, vor allem Aerosolteilchen (Staub).
- Grünanlagen- oder Park-Klimatop: ähnlich Freilandklima, aber durch meist geringe Flächenausdehnung nur geringe Fernwirkung.
- Gartenstadt- oder Dorf-Klimatop: Bereiche mit offener Bebauung und niedrigem Versiegelungsgrad, Übergang zwischen Freiland- und Stadtklimatopen.
- Stadtrand-Klimatop: durch dichtere Bebauung geprägt, niedrigere Windgeschwindigkeit und Luftfeuchte, stärkerer Tagesgang der Temperatur.
- Stadtkern- oder Innenstadt-Klimatop: niedrige, aber lokal durch Düsenwirkung (Böen) verstärkte Windgeschwindigkeit, starke lokale Überwärmung durch geringe Verdunstung und die hohe Wärmespeicherkapazität der Baukörper („städtische Wärmeinsel).“ Hohe lufthygienische Belastung durch lokale Emissionen.
- Gewerbe-/Industrie-Klimatop: Gebiete mit erhöhter Schadstoff- und Abwärmebelastung. Flächenversiegelung führt zu Aufheizungen, das Windfeld wird verändert, der Austausch reduziert, zum Teil belastendes Mikroklima.

Wichtig für den Zusammenhang zwischen benachbarten Klimatopen sind sogenannte Luftleitbahnen. Damit sind offene Bereiche geringer Rauigkeit gemeint, die den Luftaustausch zwischen benachbarten Regionen erleichtern. Luftleitbahnen können Freiland- oder Gewässerbereiche sein, aber auch technisch geprägte Räume wie zum Beispiel Eisenbahnflächen. Über Luftleitbahnen im Hangbereich kann Kaltluft hangabwärts abfließen und so benachbarte, thermisch belastete Räume entlasten, aber sich auch in Mulden oder Senken mit verstärkter Spätfrostgefahr stauen. Meist werden Luftleitbahnen zusätzlich zu den Klimatopen auskartiert.